# Linderniaceae
Linderniaceae Borsch, Kai Müll. & Eb.Fisch., 2005 è una famiglia di piante angiosperme appartenente all'ordine delle Lamiales.

## Etimologia
Il nome della famiglia deriva da un suo genere tipo Lindernia Al. il cui nome è stato dato in ricordo del botanico tedesco Franz von Balthasar Lindern (1682-1755). Il nome scientifico della famiglia è stato definito dai botanici contemporanei Thomas Borsch (1969-), Kai Müller (1975-) & Eberhard Fischer (1961-) nella pubblicazione "Plant Biology. Stuttgart, Germany - Pl. Biol. (Stuttgart) 7(1): 76. 2005" del 2005.

## Descrizione

### Portamento

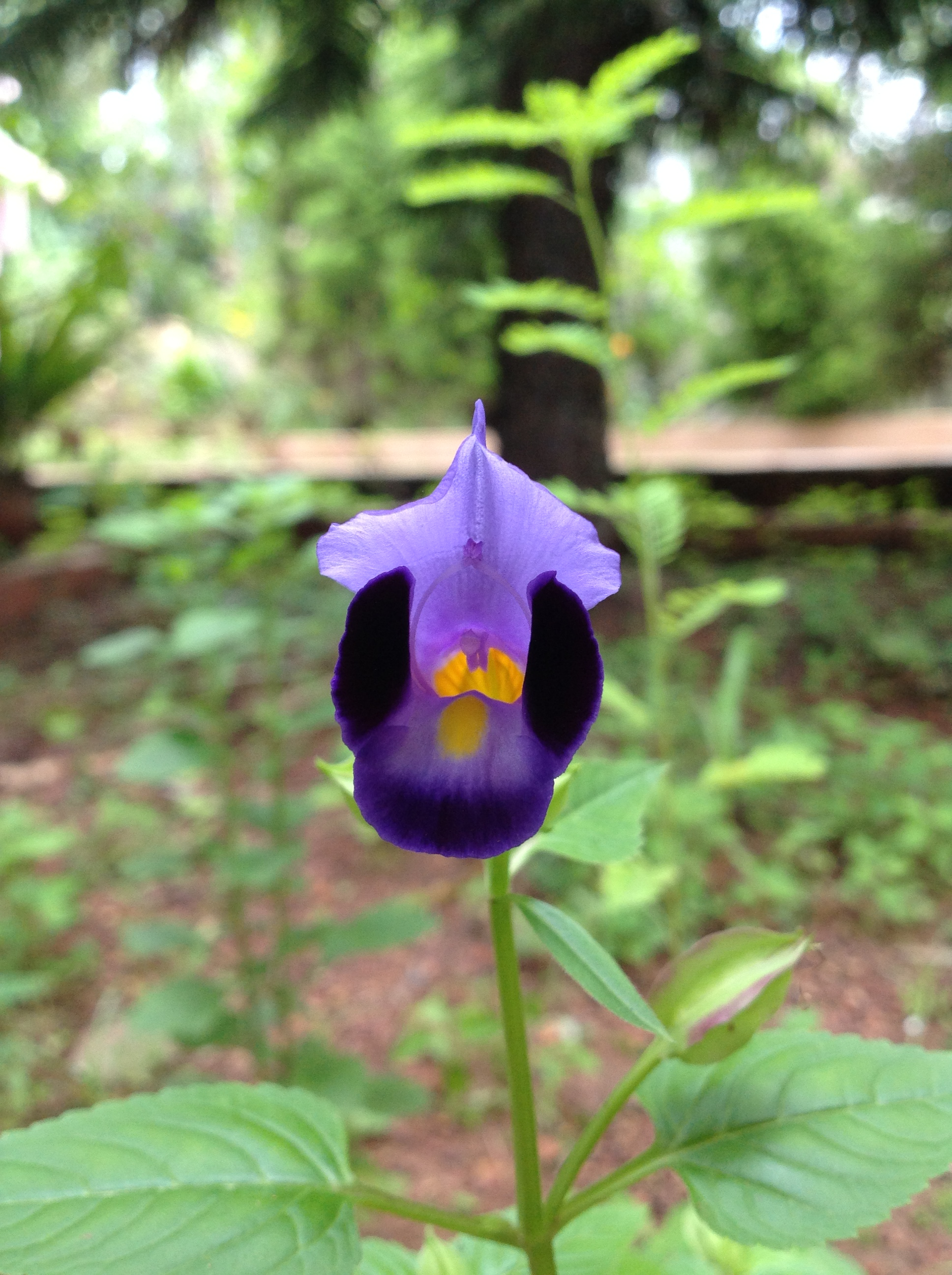
Il portamento
Torenia fournieri

Il portamento delle piante di questa famiglia è erbaceo (annuale o perenne) o suffruticoso con fusti da prostrati a eretto-ascendenti. Alcuni taxa hanno la capacità di tollerare la disidratazione (Chamaegigas). Il fusto nelle maggioranza delle specie ha una sezione quadrangolare a causa della presenza di fasci di collenchima posti nei quattro vertici, mentre le quattro facce sono concave (in Schizotorenia e Torenia il fusto ai nodi è arrotondato). L'indumento può essere da densamente pubescente o sparsamente irsuto a glabro. Alcune specie sono dotate di rizomi.

### Foglie

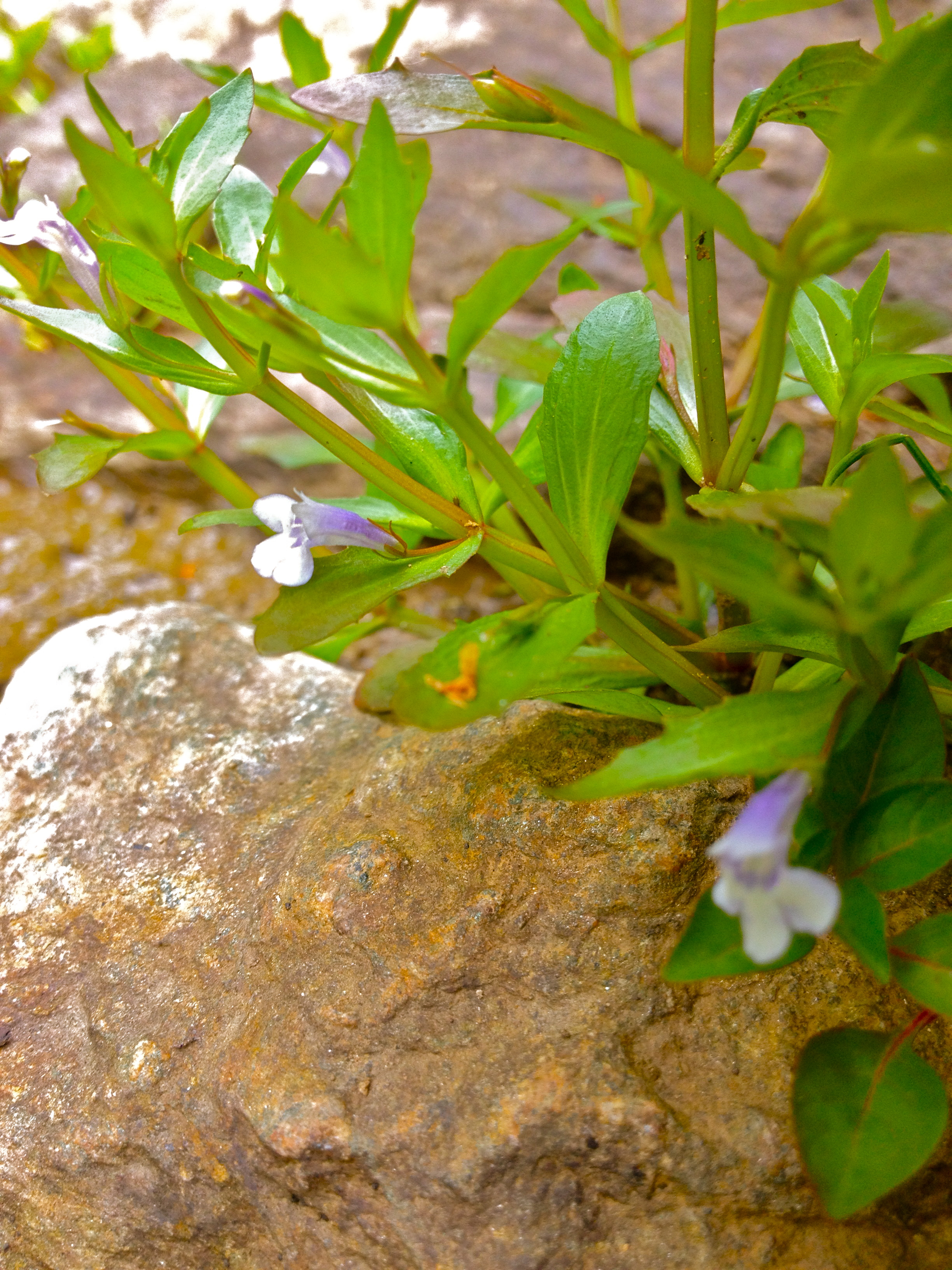
Le foglie
Lindernia dubia

Le foglie lungo il fusto sono disposte in modo opposto (in genere a due a due); sono sessili o amplexicauli o normalmente picciolate. Le foglie del verticillo successivo sono ruotate di 90 gradi. In Hemiarrhena e altri generi le foglie sono disposte in una rosetta basale. La forma delle foglie è varia: da lanceolata o oblungo-lanceolata a ovata con apici acuminati (sono presenti anche altre forme come quella lineare o pennatifida). I margini possono essere crenati o minutamente seghettati (specialmente nella zona distale). La consistenza può essere cartacea (Picria fel-terrae). Le venature sono di tipo pennato o palmato.

### Infiorescenze

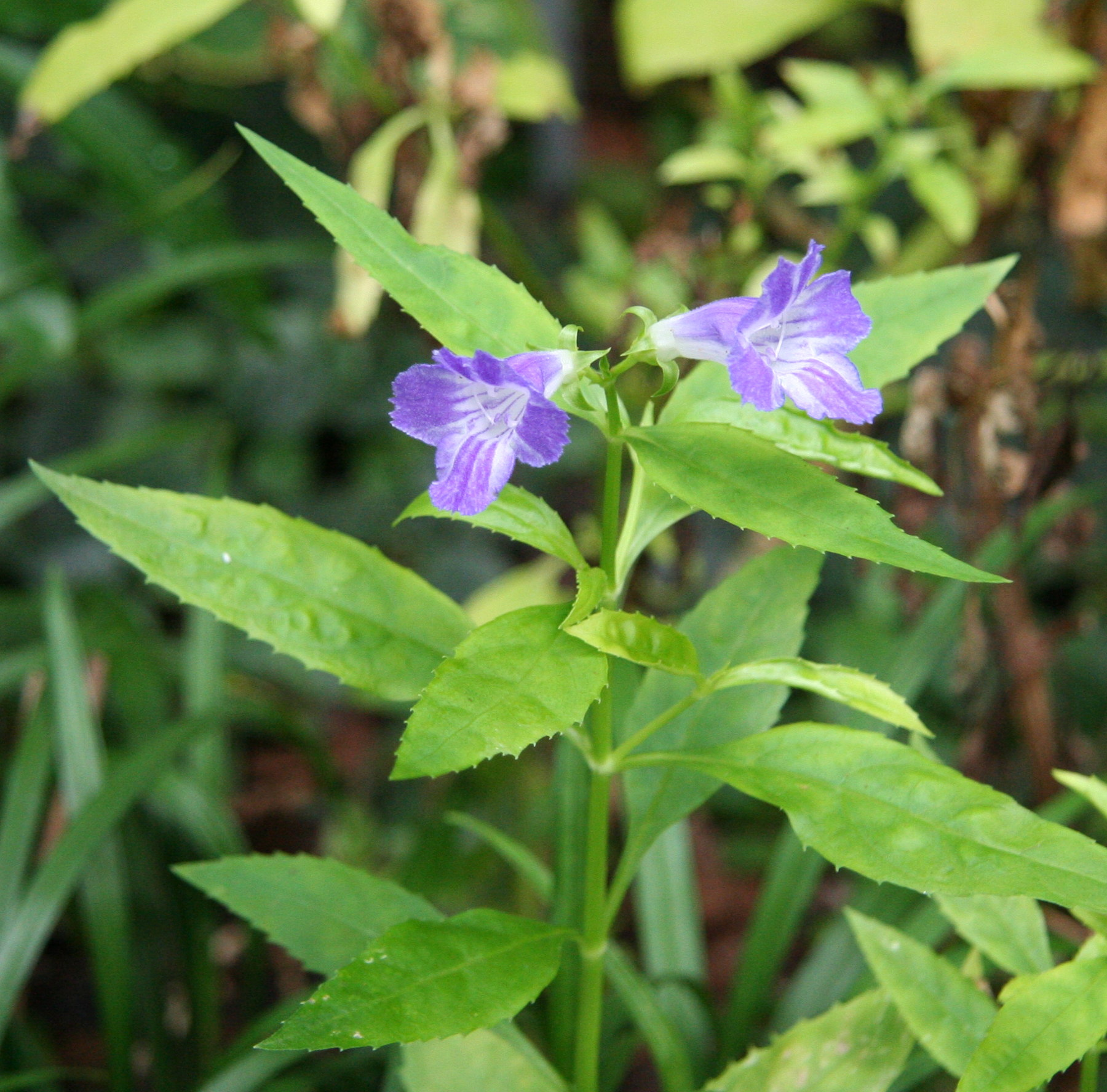
Infiorescenza
Artanema fimbriatum

Le infiorescenze sono di tipo racemoso, terminali o troncate con racemi laterali. Sono formate da verticilli ascellari sovrapposti. Ogni verticillo è composto da alcuni fiori pedicellati disposti circolarmente poggianti su due grandi brattee fogliose (o semplicemente delle foglie) lievemente staccate dall'infiorescenza vera e propria. Le brattee del verticillo seguente sono disposte in modo alternato.

### Fiori

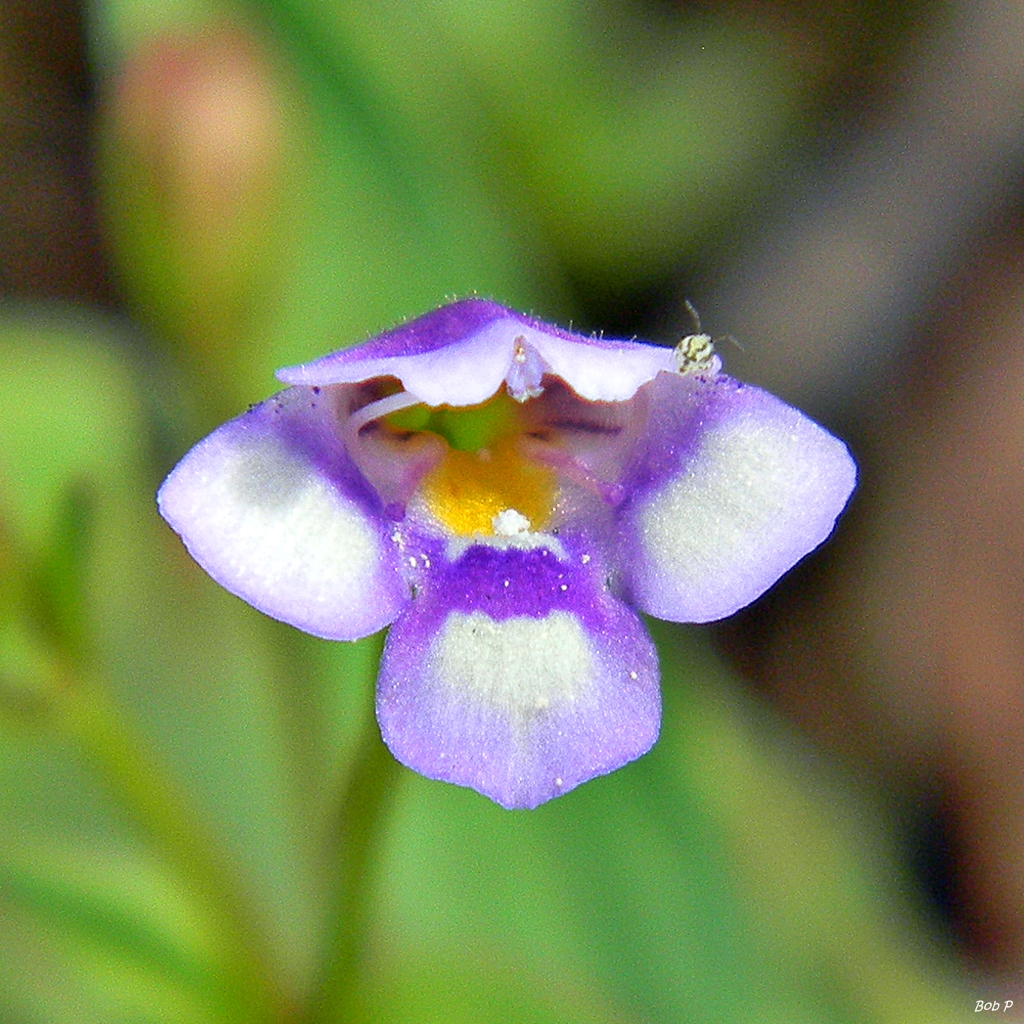
I fiori
Lindernia crustacea

I fiori sono ermafroditi, zigomorfi (soprattutto la corolla) o attinomorfo (soprattutto il calice), tetrameri (4-ciclici), ossia con quattro verticilli (calice – corolla - androceo – gineceo) e pentameri (5-meri: la corolla e il calice sono a 5 parti). Sono presenti anche fiori cleistogami (Lindernia).
- Formula fiorale:[7]

X, K (4-5), [C (2+3), A 2+2] G (2), (supero), capsula
- Calice: il calice, gamosepalo e più o meno attinomorfo è normalmente formato da 5 lobi (o denti) uguali o subuguali (4 sepali separati in Picria fel-terrae). Il tubo del calice, a forma da tubolare a campanulata, presenta alcune venature superficiali. A volte il calice può essere alato (Torenia).

- Corolla: la corolla, subgamopetala e zigomorfa, ha la forma di un tubo cilindrico, a volte allungato oppure corto, terminante con due evidenti labbra formate da 5 lobi (2 lobi per il labbro superiore e 3 lobi per quello inferiore). All'interno della gola sono presenti dei peli ghiandolari (caratteristica comune a molte "labiate" che ha lo scopo di impedire l'accesso ad insetti più piccoli e non adatti all'impollinazione[8]). I colori variano dal bianco al celeste al blu oppure dal porpora al violetto oppure dal rosso-marrone al giallo.

- Androceo: l'androceo possiede quattro stami didinami adnati e sporgenti o inclusi nella corolla. Un paio di filamenti (quelli abassiali) possono essere genicolati (ginocchiati a forma di "Z") e in alcuni casi ridotti a degli staminoidi (filamenti sterili). Le antere sono toccanti a 2 a 2 e con due teche sporgenti e mucronate oppure con una sola teca. A volte il tessuto connettivo nella parte bassa della teca forma uno sperone. La deiscenza è longitudinale. I granuli pollinici sono 3-5-colpati.

- Gineceo: l'ovario è globoso oppure a forma deltata-ovoide ed è supero bicarpellare (formato da due carpelli. I loculi sono 2 e internamente possono essere pelosi. Lo stilo è unico con stigma sessile o irregolarmente bilobato. Lo stigma è sensibile.

### Frutti
Il frutto è una capsula setticida o tipo porocida. I semi (piccoli e numerosi) hanno l'endospema alveolato oppure no.

## Biologia
Le specie di questo raggruppamento si riproducono per limpollinazione tramite insetti (impollinazione entomogama).
La dispersione dei semi avviene inizialmente a causa del vento (dispersione anemocora); una volta caduti a terra sono dispersi soprattutto da insetti tipo formiche (mirmecoria).

## Distribuzione e habitat
L'habitat tipico per le specie di questa famiglia sono soprattutto le zone tropicali, a volte aride dell'Africa. Alcune specie sono presenti in Asia orientale, nell'areale australiano e in America. Una sola specie è presente in Europa.

## Tassonomia
La posizione tassonomica di questo gruppo è stata a lungo ambigua. Tradizionalmente le specie di questa famiglia sono descritte all'interno della famiglia Scrophulariaceae. Più recentemente sono state posizionate nella tribù Lindernieae Richb. (inclusa nella famiglia Veronicaceae, sottofamiglia Gratioloideae (Benth.) Luerss.) nell'ordine delle Scrophulariales (secondo il "Sistema Cronquist"). Più recentemente ancora sono state descritte nella famiglia Plantaginaceae. Attualmente con i nuovi sistemi di classificazione filogenetica (classificazione APG), con le analisi del DNA, i generi di questa voce sono descritti nella nuova famiglia (Linderniaceae) e assegnata all'ordine delle Lamiales, cambiando anche i livelli tassonomici superiori.

### Filogenesi

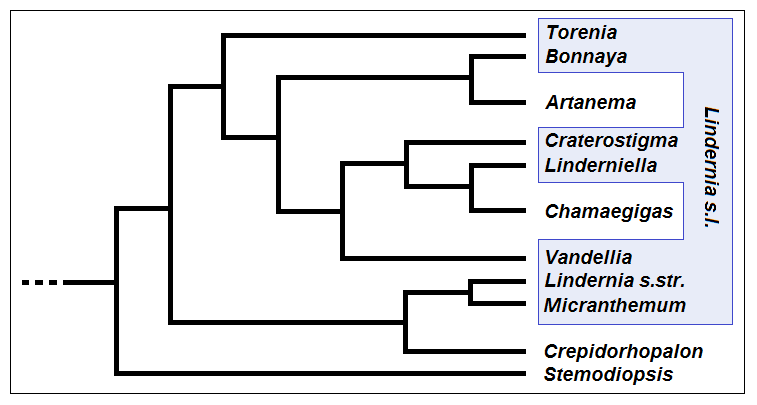
Cladogramma della famiglia

All'interno dell'ordine Lamiales, da un punto di vista filogenetico, la famiglia Linderniaceae occupa una posizione più o meno centrale. In particolare, secondo le ultime ricerche sul DNA, la sua posizione risulta compresa tra la famiglia Byblidaceae (di cui è "gruppo fratello") e un grande clade comprendente tra le altre le famiglie Acanthaceae, Bignoniaceae, Lamiaceae, Lentibulariaceae e Orobanchaceae. Il clade Byblidaceae/Linderniaceae si è "separato" subito dopo le Scrophulariaceae e le Plantaginaceae circa 48 milioni di anni fa.
Il gruppo Linderniaceae è monofiletico. Ma non tutti i suoi generi sono monofiletici: ad esempio Lindernia è polifiletico e per rimediare si è proposto l'inclusione di due nuovi generi (Bonnaya e Linderniella) e altre modifiche minori. Il genere Stemodiopsis risulta essere "gruppo fratello" del resto dei generi. Da un punto di vista morfologico le specie della famiglia sono caratterizzate dall'avere i filamenti degli stami abassiali a forma di zig-zag o di sperone.
Il cladogramma a lato tratto dallo studio citato e semplificato mostra la struttura filogenetica della famiglia (non tutti i generi sono presenti).

### Generi
La famiglia comprende i seguenti generi: 
- Artanema D.Don
- Bampsia Lisowski & Mielcarek
- Bonnaya Link & Otto
- Catimbaua L.P.Félix, Christenh. & E.M.Almeida
- Craterostigma Hochst.
- Crepidorhopalon Eb.Fisch.
- Hartliella Eb.Fisch.
- Hemiarrhena Benth.
- Isabelcristinia L.P.Félix, Christenh. & E.M.Almeida
- Lindernia All.
- Linderniella Eb.Fisch., Schäferh. & Kai Müll.
- Micranthemum Michx.
- Picria Lour.
- Pierranthus Bonati
- Schizotorenia T.Yamaz.
- Scolophyllum T.Yamaz.
- Stemodiopsis Engl.
- Torenia L.
- Vandellia L.
- Yamazakia W.R.Barker, Y.S.Liang & Wannan

### Specie presenti nell'areale mediterraneo
Nella flora spontanea italiana di questa famiglia sono presenti le seguenti specie:
- Lindernia procumbens (Krocker) Philcox (Vandellia palustre)
- Lindernia dubia (L.) Pennell (Vandellia delle risaie)
- Lindernia anagallidea (Michx.) Pennel (Vandellia peduncolata)

In Egitto è presente anche la specie:
- Lindernia parviflora (Roxb.) Haines

### Chiave analitica
Per meglio comprendere ed individuare i vari generi della famiglia l'elenco seguente utilizza in parte il sistema delle chiavi analitiche (vengono cioè indicate solamente quelle caratteristiche utili a distingue un genere dall'altro):
- Gruppo 1A: il portamento delle specie è arbustivo (perenne) da prostrato ad ascendente; le bratteole sono presenti; la corolla è bianca con il labbro inferiore presente; i filamenti sono attorcigliati o incurvati; i frutti sono riflessi (ripiegati verso la base); l'areale tipico per queste specie sono le zone tropicali;

- Stemodiopsis.

- Gruppo 1B: le bratteole sono assenti; la corolla è diversa da come è descritta sopra (1A);

- Gruppo 2A: le piante hanno dimensioni piccole con portamento da prostrato ad ascendente; la lamina delle foglie è orbicolare; il calice ha 4 lobi con una fessura nel lato inferiore, oppure a 5 lobi; il labbro superiore della corolla è presente o assente, i lobi del labbro inferiore sono arrotondati e interi; la distribuzione di queste specie è relativa all'America Centrale e Caraibi;

- Micranthemum.

- Gruppo 2B: le piante non sono come sopra (2A) e in generale sono più robuste;

- Gruppo 3A: i semi sono privi di endosperma alveolato (è leggermente poligonale o ondulato in sezione trasversale) e la superficie è più o meno liscia o solo appena solcata;

- Chamaegigas: le piante hanno un portamento acquatico con le foglie disposte in rosette basali a forma biloba originatasi dalla fusione di due foglie adiacenti; i fiori non sono cleistogami; la distribuzione di queste specie è relativa alla Namibia.
- Lindernia: le piante prediligono stazioni umide o acquatiche; se sono presenti delle rosette basali, le foglie non sono bilobe; i fiori sono spesso cleistogami.

- Gruppo 3B: i semi hanno l'endosperma alveolato, la superficie dei semi è ricoperta da punte arrotondate o solchi longitudinali, in sezione trasversale l'endosperma si presenta con forme stellate;

- Gruppo 4A: tutti e 4 gli stami sono fertili; i semi sono provvisti di solchi longitudinali;

- Gruppo 5A: il portamento delle piante è decombente; le venature delle foglie sono pennate; i fiori sono raccolti in lassi racemi; il calice ha 5 lobi profondamente divisi a forma lineare-lanceolata; la distribuzione di queste specie è relativa all'Asia;

- Schizotorenia.

- Gruppo 5B: il portamento delle piante è eretto ascendente (a volte rampicante); le venature delle foglie sono palmate; i fiori sono raccolti in densi racemi oppure sono capitati, solo raramente sono raccolti in lassi racemi; il calice è formato da un lungo tubo terminate con 5 corti denti, se i denti (lobi) sono profondamente divisi, allora la corolla è lunga meno di 1 cm; la distribuzione di queste specie è relativa all'Africa e al Madagascar;

- Crepidorhopalon: il portamento di queste piante è annuale e solamente due specie sono perenni; le foglie hanno una forma da lineare-lanceolata a ovata ed hanno la superficie liscia; il labbro inferiore della corolla ha dei peli gialli a forma di clava su una base pluricellulare; i filamenti degli stami abassiali hanno delle appendici simili a speroni a punta o arrotondati e sono ricoperte di peli ghiandolari.
- Hartliella: il portamento di queste piante è perenne con ampi rizomi legnosi su suoli di metalli pesanti; le foglie hanno una forma largamente ovata, hanno una consistenza coriacea e hanno un colore brillante; il labbro inferiore della corolla non ha peli gialli; i filamenti degli stami abassiali solo debolmente sono curvati ed hanno (o non hanno) delle appendici simili ad un ginocchio.

- Gruppo 4B: talvolta due stami sono ridotti a staminoidi; i semi sono provvisti di punte arrotondate;

- Gruppo 7A: il portamento di queste piante è erbaceo rosulato; gli stami fertili sono due, l'altra copia è ridotta a staminoidi filiformi; le teche delle antere sono due, ineguali e mucronate, oppure le antere sono monoteche; la distribuzione di queste specie è relativa all'Australia;

- Hemiarrhena.

- Gruppo 7B: il portamento di queste piante è erbaceo sia rosulato che non rosulato; gli stami fertili sono due o quattro; le teche delle antere sono due uguali;

- Gruppo 8A: le piante hanno delle rosette basali (sia con foglie decussate che distinte); manca l'infiorescenza principale terminale, i fiori sono tutti in posizione ascellare;

- Craterostigma s.str.: la lamina fogliare è ampia con forme da ovoidi a lanceolate con apice acuminato; gli stami abassiali sono fertili con filamenti a forma di zeta; le radici sono colorate di rosso vivo o arancio.
- Craterostigma s.l.: la lamina fogliare è piccola con forme da ovoidali a lanceolate con apice ottuso; gli stami abassiali sono di solito ridotti a staminoidi; le radici sono colorate di bianco.

- Gruppo 8B: le piante non hanno delle rosette basali, oppure le rosette basali sono minime e gli steli hanno le foglie decussate spesso con lunghi internodi; l'infiorescenza principale è terminale e le relazioni paracladiali (modulo ricorsivo di ramificazione) sono ben sviluppate;

- Gruppo 9A: la distribuzione di queste piante è relativa all'Africa tropicale in aree con affioramenti rocciosi;

- Craterostigma s.l.: il portamento di queste piante è robusto (a volte sono presenti anche piccoli arbusti); gli steli a volte sono allungati con una disposizione distanziata delle foglie; gli stami abassiali sono in maggioranza fertili.
- Linderniella: il portamento di queste piante è piccolo e delicato, di solito con cicli biologici annuali; le foglie sono raggruppate in piccole rosette basali oppure sono distanziate; gli stami abassiali di solito sono ridotti a staminoidi (raramente sono fertili).

- Gruppo 9B: la distribuzione di queste piante è relativa all'Africa, Asia e Sud America in terreni aperti tipo savane o foreste pluviali;

- Gruppo 10A: la venatura delle foglie è a forma palmata;

- Pierranthus: le infiorescenze sono capitate, racchiuse da grandi brattee involucrali sovrapposte a base semiorbicolare e lunghi apici acuminati; le foglie cauline hanno delle forme lineari-lanceolate.
- Craterostigma s.l.: le infiorescenze sono formate da lassi racemi (raramente sono capitate) con le brattee involucrali più o meno simili alle foglie cauline.

- Gruppo 10B: la venatura delle foglie è a forma pennata;

- Gruppo 11A: gli stami abassiali sono ridotti a staminoidi;

- Scolophyllum: il contorno delle foglie è seghettato o di tipo pennatifido con dentatura aristata; solamente le vene mediane delle foglie sono visibili; la corolla ha un tubo lievemente incurvato ed è lungo 15 mm; gli staminoidi hanno delle forme ovoidi oppure sono ottusi all'apice.
- Bonnaya: il contorno delle foglie è intero o denticolato (raramente seghettato); solamente le vene laterali delle foglie sono visibili; la corolla ha un tubo corto (meno di 10 mm); gli staminoidi hanno delle forme clavate.

- Gruppo 11B: tutti i 4 stami sono fertili;

- Gruppo 12A: le piante sono grandi e alte più di 50 cm; la corolla è lunga più di 2 cm; gli stami abassiali sono due volte ginocchiati;

- Artanema.

- Gruppo 12B: le piante sono molto piccole e sono alte non più di 30 cm, se il portamento è decombente allora occasionalmente sono lunghe anche 50 cm; la corolla generalmente è lunga meno di 2 cm; gli stami abassiali hanno un solo ginocchio;

- Gruppo 13A: la forma del calice è suborbicolare con tre ampie ali tra le creste, auricolate alla base e tridentate all'apice;

- Torenia.

- Gruppo 13B: la forma del calice è tubolare, alato o senza ali, se alato allora le ali sono 5 come i lobi;

- Gruppo 14A: l'ovario presenta internamente dei peli apicali; la deiscenza della capsula è tipo poricida (si apre su entrambi i lati del setto);

- Torenia s.str.

- Gruppo 14B: l'ovario internamente è privo di peli; la deiscenza della capsula è setticida;

- Torenia s.l. (T. crustacea group): i frutti di solito non superano la lunghezza del calice; la forma delle foglie è ovata con venature pennate.
- Vandellia: i frutti di solito superano nettamente la lunghezza del calice; la forma delle foglie è ovale con venature pennate oppure con forme da lineari a lanceolate e quindi solamente con venature mediane visibili.

## Alcune specie

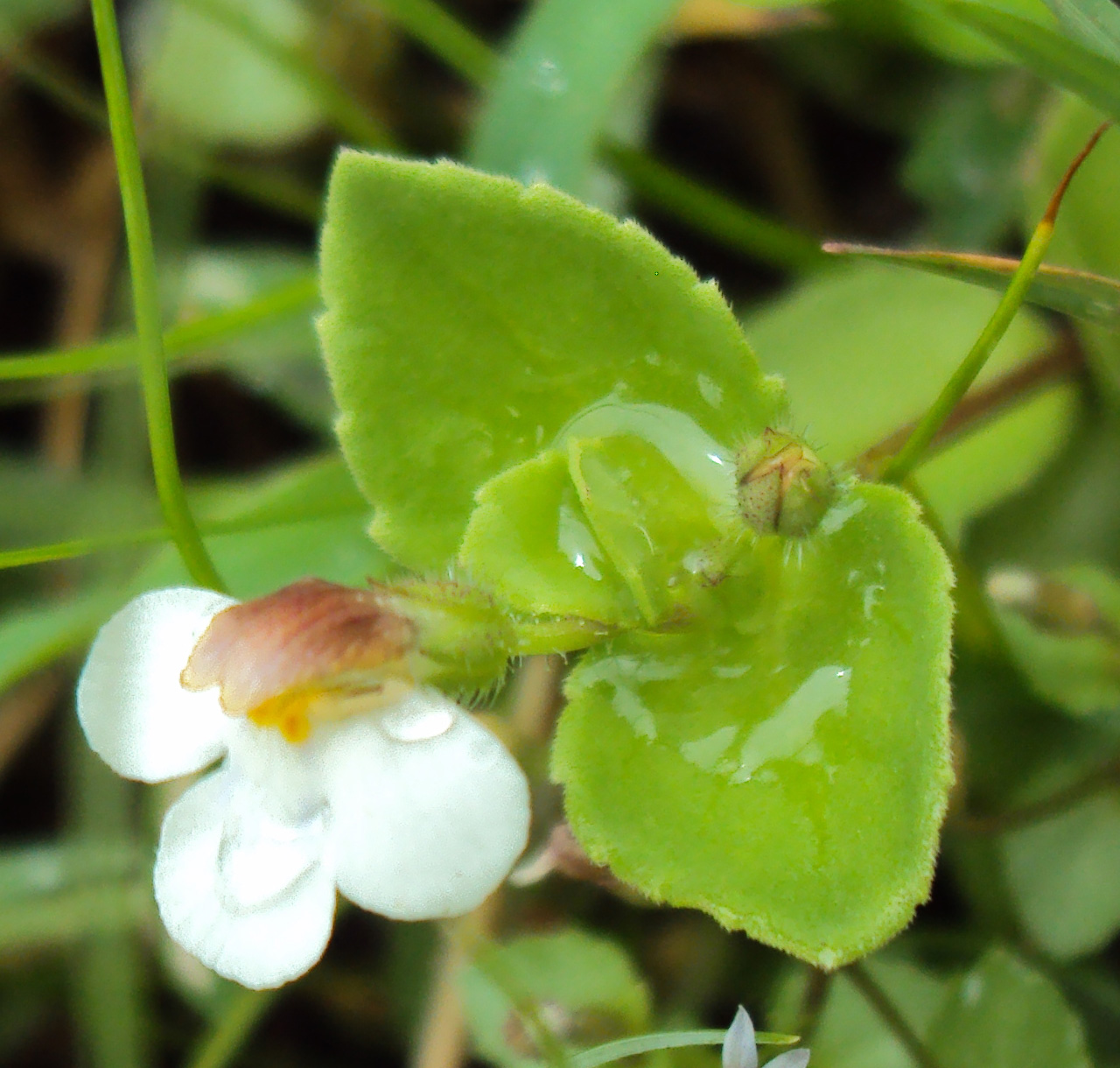
Lindernia nummulariifolia
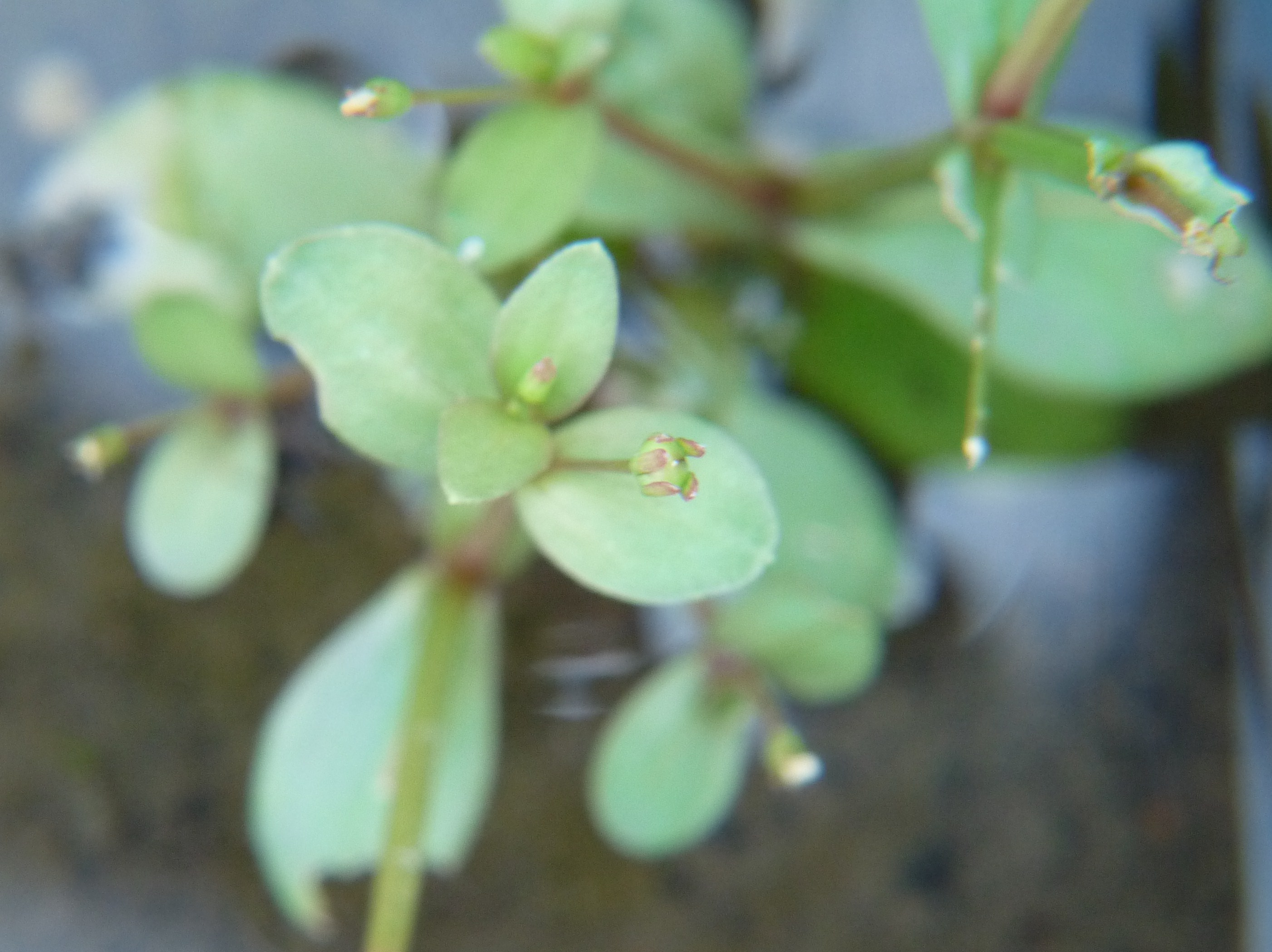
Lindernia procumbens
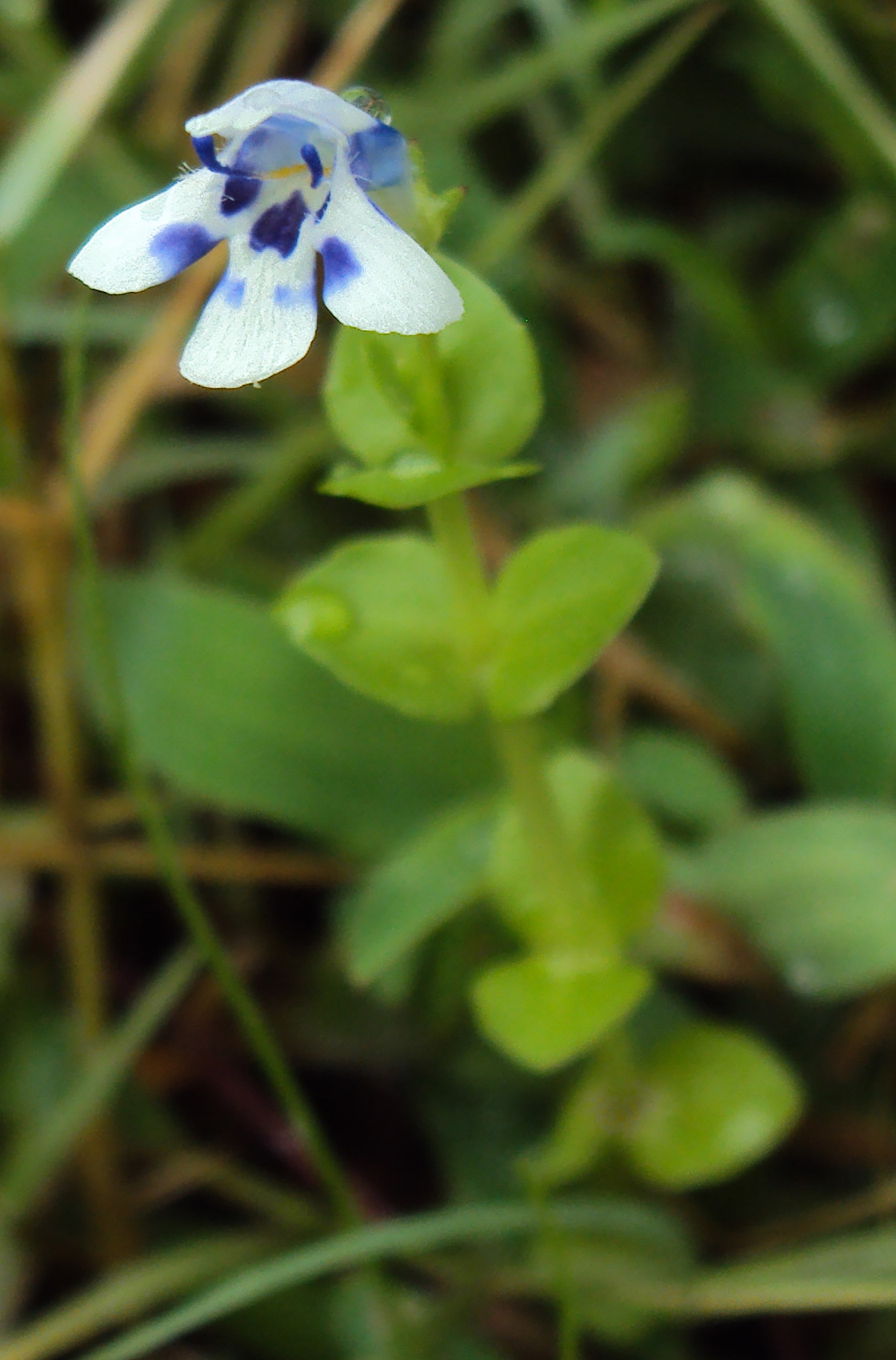
Lindernia rotundifolia
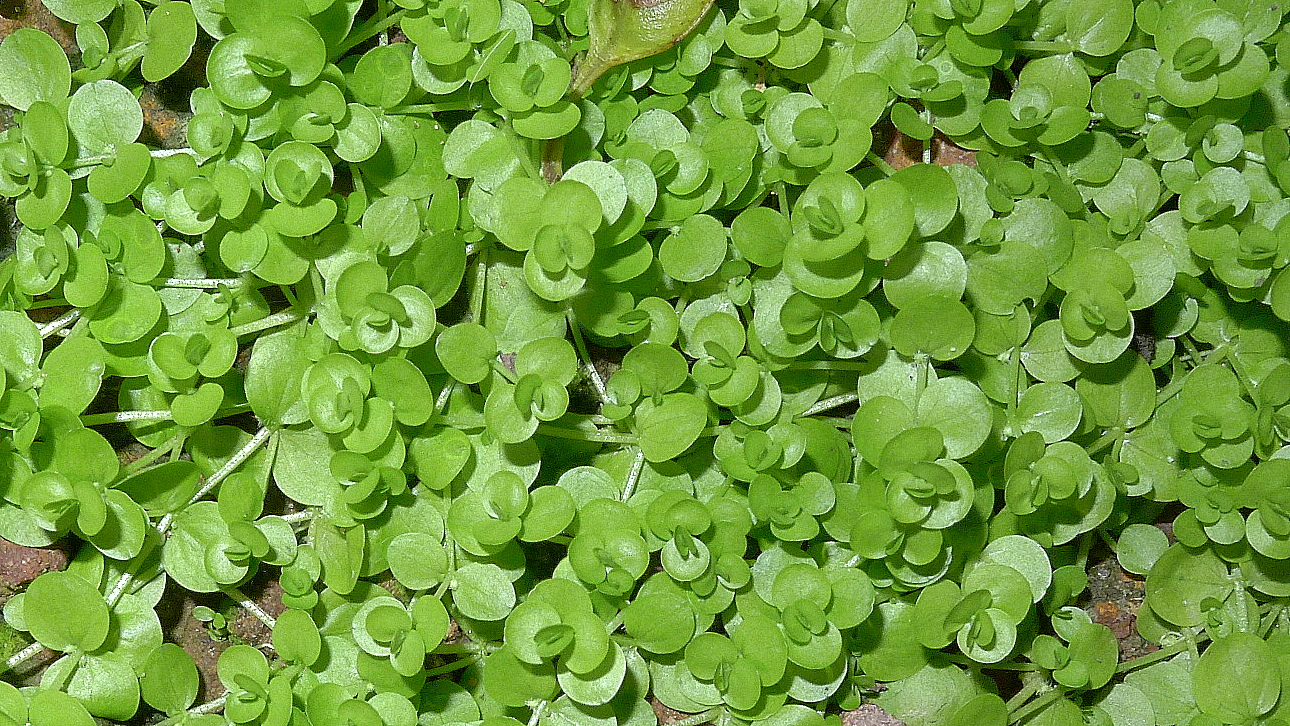
Micranthemum umbrosum
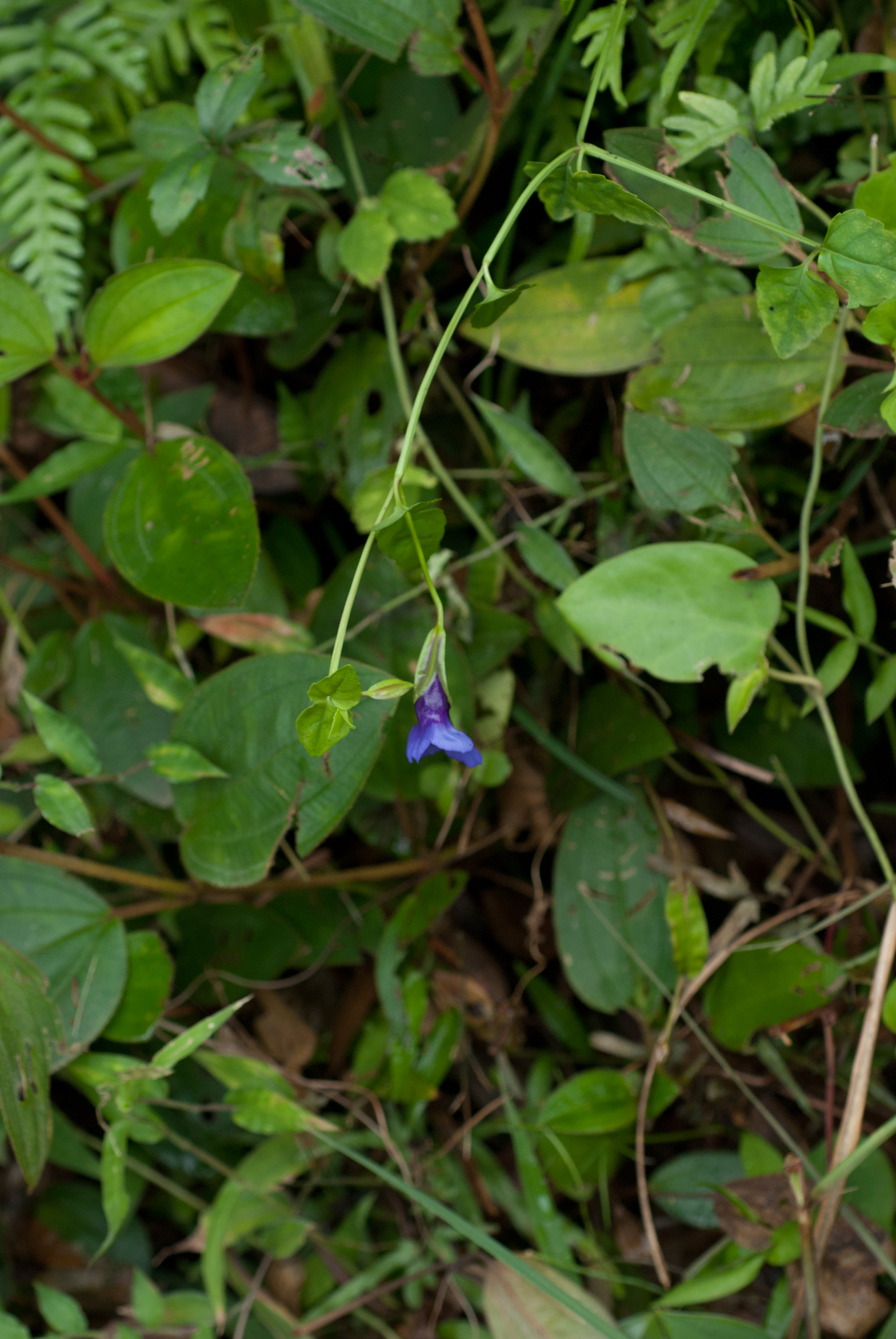
Torenia concolor
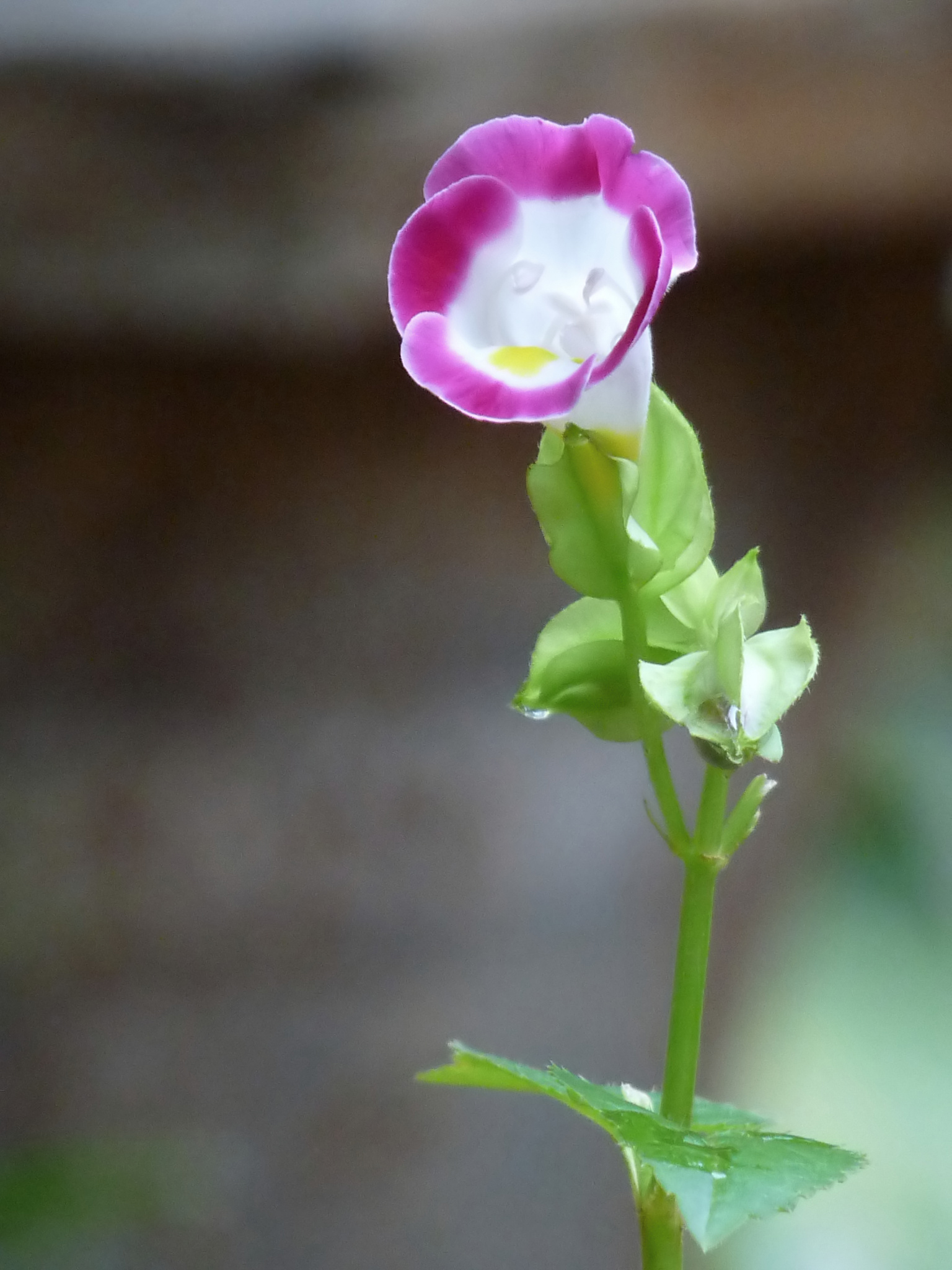
Torenia fournieri
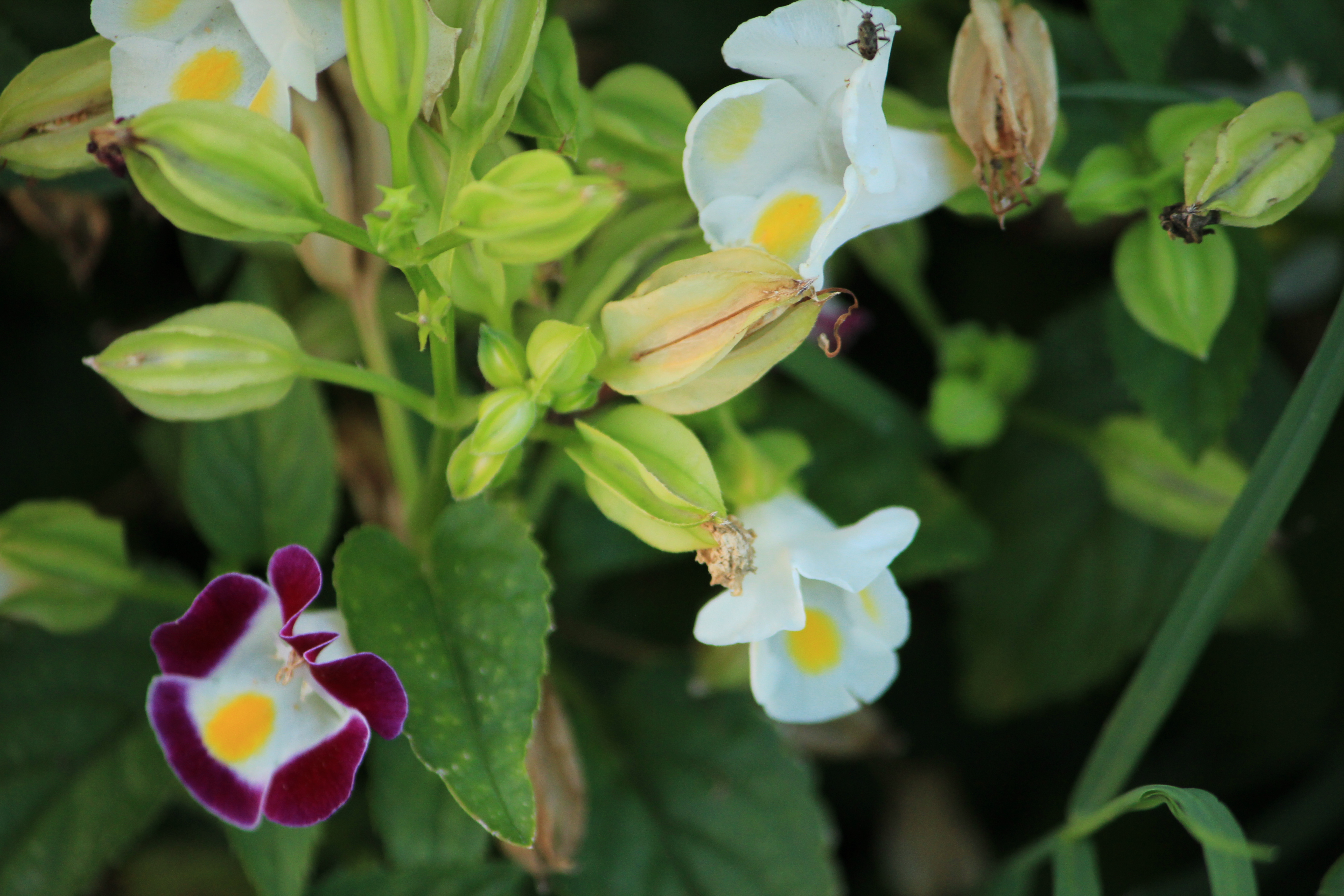
Torenia thouarsii
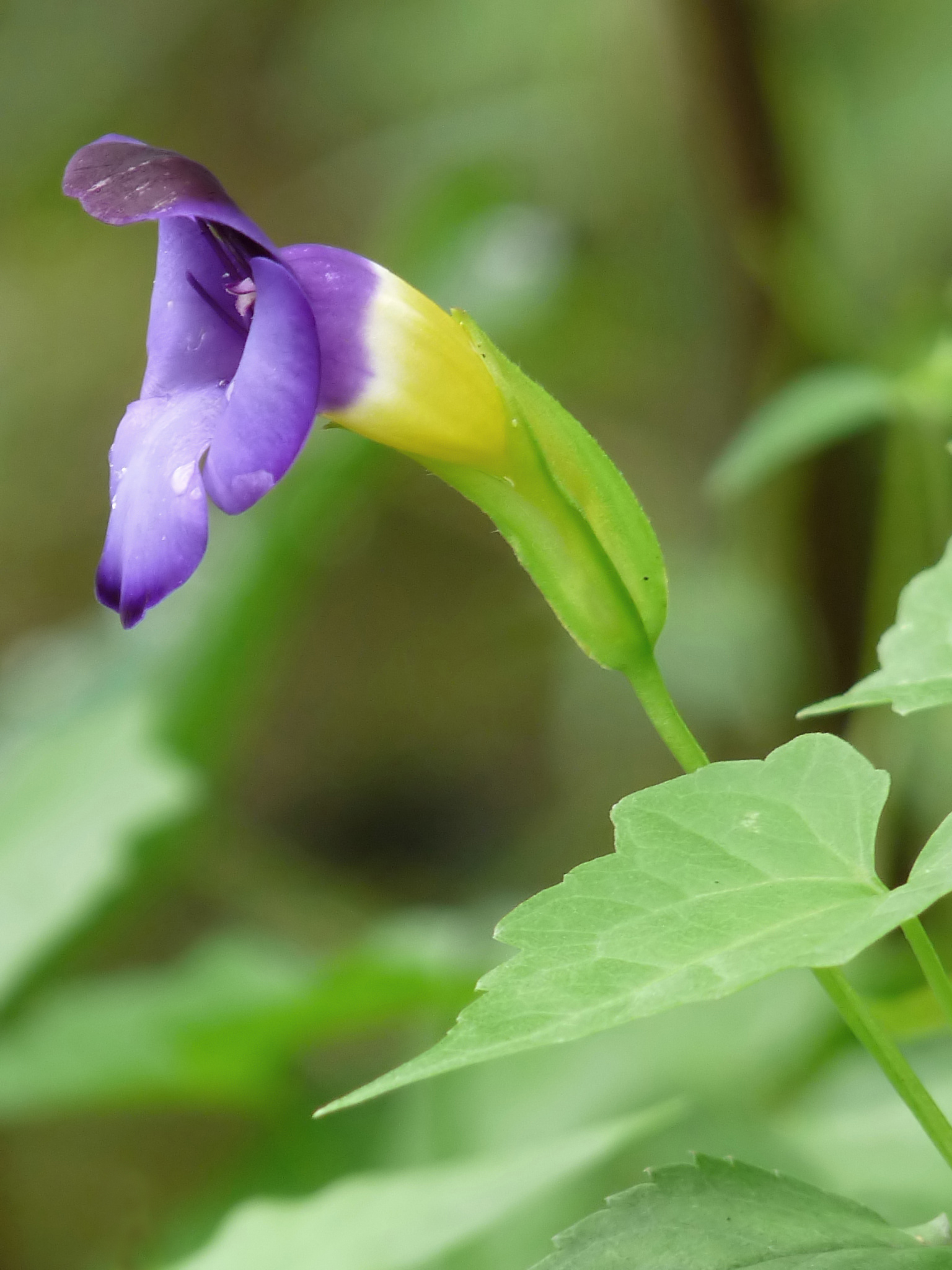
Torenia travancorica